# Чаплиці-Великі
Чаплиці-Великі (пол. Czaplice Wielkie) — село в Польщі, у гміні Хожеле Пшасниського повіту Мазовецького воєводства.
Населення — 88 осіб (2011).
У 1975-1998 роках село належало до Остроленцького воєводства.

## Демографія
Демографічна структура станом на 31 березня 2011 року:
|          | Загалом | Допрацездатний вік | Працездатний вік | Постпрацездатний вік |
| -------- | ------- | ------------------ | ---------------- | -------------------- |
| Чоловіки | 40      | 3                  | 33               | 4                    |
| Жінки    | 48      | 14                 | 21               | 13                   |
| Разом    | 88      | 17                 | 54               | 17                   |